# Tézeusz
A Tézeusz görög mitológiai eredetű férfinév, jelentése valószínűleg alapító.

## Gyakorisága
Az 1990-es években szórványos név, a 2000-es években nem szerepel a 100 leggyakoribb férfinév között.

## Névnapok
- január 11.[2]